# Croton trichotomus
Croton trichotomus är en törelväxtart som beskrevs av Eduard Ferdinand Geiseler. Croton trichotomus ingår i släktet Croton och familjen törelväxter. Inga underarter finns listade i Catalogue of Life.